# Constantin Terhardt
Constantin Terhardt (* 2. Dezember 1886 in Anholt; † 23. April 1952 in Münster) war ein deutscher Kommunalpolitiker (parteilos), der vom 29. März 1940 bis 31. August 1943 kommissarischer Bürgermeister der ostwestfälischen Stadt Minden im damaligen Kreis Minden war.

## Leben und Beruf
Terhardt war Doktor der Juristerei und zunächst Direktor der „Treuhand“ Rheinland Westfälischen Rechtsanwälte und Notare sowie bei der Deutschen Wirtschaftsprüfungs AG in Essen angestellt. Er war seit 1934 Bürgermeister in der westfälischen Stadt Münster, bevor er 1940 nach Minden abgeordnet wurde. In Münster stellte er 1938 einen Antrag, in die NSDAP aufgenommen zu werden, der jedoch abgelehnt wurde. Nach dem Krieg wechselte er zum Westfälischen Sparkassen- und Giroverband in Münster, wo er zum Verbandsvorsteher bestellt wurde.

## Wirken
Constantin Terhardt betrieb die Ausgestaltung des Sitzungssaals im Mindener Rathaus und beauftragte damit 1941 den Maler Fritz Grotemeyer. Der Saal erhielt Gemälde zur Mindener Geschichte, die den Zweiten Weltkrieg überdauerten. Sie wurden durch das Mindener Museum in einer Ausstellung gezeigt.